# Valerij Belenkij
Valerij Vladimirovitj Belenkij (ryska: Вале́рий Влади́мирович Бе́ленький, azerbajdzjanska kyrilliska: Валери Владимирович Беленки, latinska: Valeri Vladimiroviç Belenki, tyska: Waleri Wladimirowitsch Belenki), född 5 september 1969 i Baku, Azerbajdzjanska SSR, Sovjetunionen (nuvarande Azerbajdzjan), är en före detta sovjetisk, azerisk och tysk gymnast.
Han tog OS-guld i lagmångkampen och OS-brons i den individuella mångkampen i samband med de olympiska gymnastiktävlingarna 1992 i Barcelona.